# 影が行く
『影が行く』（かげがいく、Who Goes There?）は、アメリカ合衆国の小説家ジョン・W・キャンベルにより、1938年に発表された短編SFホラー小説。地球の南極大陸に太古飛来した異星生物と人類が閉鎖空間で繰り広げる対決を緊迫した筆致で描いた。
キャンベルが、雑誌『アスタウンディング・サイエンスフィクション』の編集長となった後に、ドン・A・スチュアート名義で同誌に発表した。これを表題作としたキャンベル作品の短編集、他作家を含めたアンソロジーが書籍として刊行されている。日本語には矢野徹が初めて翻訳し、『S-Fマガジン』1961年9月号に掲載された。
後に『遊星よりの物体X』『遊星からの物体X』などとして映画化され、後世に多大な影響を与えた。

## あらすじ
南極の探検や磁極調査を行なう大磁極基地（ビッグ・マグネット）には、37人の隊員が暮らしていた。ある時、計器が不可解なほど強い磁力を探知したため、第2磁極遠征隊が編成されて調査へ向かう。やがて遠征隊は、潜水艦に似た物体が氷に埋もれているのを発見する。それは墜落した宇宙船であり、地球に来てから2千万年が経っていると推測された。
遠征隊は氷を掘るうちに、宇宙船の乗組員らしき生物を見つける。船から出てすぐに吹雪で迷ったものらしく、遠征隊は氷のブロックごと生物を切り出した。宇宙船は、発掘に用いたテルミット爆薬が原因で失われてしまうが、氷漬けの生物は基地へと運ばれた。
生物学者のブレアーは、異星生物を解凍して研究しようとする。ノリスを含め数人は反対するが、危険はないというブレアーの主張が通った。解凍は宇宙線観測小屋で行なわれ、物理学者のコナントが仕事をしながら番を引き受ける。
翌日、ブレアーはコナントに叩き起こされた。コナントが居眠りをしている間に、解凍していた異星生物が消えたという。基地を捜索した隊員たちが犬舎でそれを見つけた時、その姿はハスキー犬と同化しつつあった。ブロートーチや電撃機、そして犬たちの攻撃により怪物は倒され、ブレアーが組織を調べる。ブレアーによれば、怪物には他の生物を消化して細胞を模倣する能力がある。そして、南極を出るために知恵を持つ生物、つまり人間になりたがっているという。
ブレアーは、怪物を逃がさないように飛行機を破壊したと告げる。さらにブレアーは、コナントが既に人間ではないと言いはり、隊員たちの間に不安が広がる。危険な状態と見なされたブレアーは倉庫に閉じ込められ、隊員は4人1組となるように決められた。マクレディたちは、発掘時の奇妙な体験を思い出し、怪物がテレパシー能力も持っていると推測する。
医師のカッパーは、人間と怪物を区別するため、犬の免疫を用いた血清のテストを始めた。一時はこのテストで問題が解決するかに思われたが、失敗に終わる。人間の組織と同様の反応が怪物の組織にも生じていたため、テスト用の血液を提供したギャリー隊長とカッパーは怪物ではないかいう疑いをかけられる。
カッパーは平静さを失ってモルヒネを注射され、ギャリーはマクレディに指揮権を譲った。隊員たちが猜疑心に包まれる中、マクレディは怪物を区別しようとするが、決め手がないままに犠牲者が増えてゆく。怪物は、あらゆる部分がそれ自体で全体であり、小さな断片でさえ自足できることも明らかになる。やがてマクレディは、ある事件をきっかけに解決策を思いつき、隊員たちを集める。それは隊員の血液を使ったテストだった。

## 主な登場キャラクター

### 隊員
マクレディ
遠征隊の副隊長。気象学者。医学部を卒業後、気象学に鞍替えした経歴をもつ。
ギャリー
遠征隊の隊長。血清テストが原因で疑いをかけられる。
ブレアー
生物学者。研究のために異星生物を解凍するよう主張する。のちに自分以外を怪物と見なし、隔離される。
カッパー
医師。血清テストを考案するが失敗し、疑いをかけられる。
ヴァン・ウォール
首席パイロット。隊員たちや氷漬けの異星生物を基地へ運ぶ。
バークレイ
機械技師。氷斧で異星生物を掘りあてる。怪物退治用の電撃機を自作する。
コナント
物理学者。宇宙線の専門家。異星生物の解凍を担当していたため、疑われる。
ノリス
物理学者。異星生物の解凍に強く反対する。
キンナー
コック。パニックに陥り隔離され、室内で賛美歌を歌い続ける。
ベニング
航空整備士。
クラーク
犬の飼育係。パニックに陥ったキンナーを疎んじる。
ポムロイ
牛の飼育責任者。

### その他
異星生物
宇宙船に乗りこんでいた生物。隊員たちに「それ」「けだもの」「怪物」などと呼ばれる。発見された当初は、赤い3つの眼をもち、頭部を青い蛆虫の群れのようなものが取り巻いていた。解凍により、地球生物と同化を図る。分裂した場合は各部分が自立し、利己的にふるまう。
チャーノーク
ハスキー犬。犬ぞりのリーダーを務めた。犬舎に入ってきた怪物に同化される。

## 日本語版書籍

### キャンベル作品集
- 『影が行く』早川書房ハヤカワ・SF・シリーズ3161、1967年11月、ISBN 978-4152079435（2版 1995年9月）。Who Goes There? and Other Stories（1955年）の翻訳。
  - 「影が行く」矢野徹訳
  - 「薄明」川村哲郎訳
  - 「夜」川村哲郎訳
  - 「盲目」川村哲郎訳
  - 「エイシアの物語」川村哲郎訳

### アンソロジー
- 『なぞの宇宙物体X』集英社ジュニア版世界のSF 2、1969年[1]

- 『影が行く ホラーSF傑作選』中村融編訳、東京創元社] 創元SF文庫（SF-ン-6-1）、2000年8月、ISBN 978-4-488-71501-4
  - 「消えた少女」リチャード・マシスン
  - 「悪夢団」ディーン・R・クーンツ
  - 「群体」シオドア・L・トーマス
  - 「歴戦の勇士」フリッツ・ライバー
  - 「ボールターのカナリア」キース・ロバーツ
  - 「影が行く」ジョン・W・キャンベル・ジュニア
  - 「探検隊帰る」フィリップ・K・ディック
  - 「仮面」デーモン・ナイト
  - 「吸血機伝説」ロジャー・ゼラズニイ
  - 「ヨー・ヴォムビスの地下墓地」クラーク・アシュトン・スミス
  - 「五つの月が昇るとき」ジャック・ヴァンス
  - 「ごきげん目盛り」アルフレッド・ベスター
  - 「唾の樹」ブライアン・W・オールディス

- 『クトゥルフ神話への招待 遊星からの物体X』扶桑社文庫、2012年[2]。

## 映画化作品
現在までに3作が制作されている。舞台、登場人物、異星生物の能力、その退治方法などの点で作品ごとに違いが見られる。ただし「1982年作の前日譚」という位置付けで作られた2011年版は、描写も登場人物も原作に通じる要素はごく僅かである。
- 遊星よりの物体X（The Thing from Another World ）、1951年・米国

監督：クリスチャン・ナイビー / 出演：マーガレット・シュリダン、ケネス・トビー、ジェームズ・アーネス 他
- 遊星からの物体X（The Thing ）、1982年・米国

監督：ジョン・カーペンター / 出演：カート・ラッセル、A・W・ブリムリー、リチャード・ダイサート 他
- 遊星からの物体X ファーストコンタクト（The Thing ）、2011年・米国

監督：マシーズ・ファン・ヘイニンヘンJr / 出演：メアリー・エリザベス・ウィンステッド、ジョエル・エドガートン、ウルリク・トムセン 他
これより前、2004年ドラマ専門チャンネルのSyfyが二度目のリメイクを試みて特殊メイクアーティストのVincent Guastiniにデザインを依頼。映画化は中止になったが、原作の描写に沿った赤い3つの眼を持つ異星生物が試作されていた。
2018年には原作から出版の際に作者が削除した部分を復元した"Frozen Hell（仮訳：「凍り付いた地獄」。邦訳無し）"が出版され、権利を取得したブラムハウス・プロダクションズとユニバーサル・スタジオによる映画化が2020年1月に発表された。同年8月にはジョン・カーペンターも進行中の企画に触れて、自身も参加する可能性を示唆した。

### ゲーム化作品
- 遊星からの物体X episodeII、2003年

1982年の映画版の続編的な内容。